# Bjørn Ulfeldt
Bjørn Ulfeldt (20. august 1615 på Råbelöv slot – 9. august 1656 på Tersløsegård) var en dansk adelsmand, lensmand og officer.
Bjørn Ulfeldt var søn af rigsråd Christoffer Ulfeldt og Maren Ovesdatter Urup. I sin barndom var han svagelig, hvorfor han mod traditionen blev optugtet hjemme. I 1629 kom han dog på Sorø Akademi, indtil han 1632 sammen med den yngre broder Ebbe rejste udenlands til Holland, hvor de studerede i Leiden. Sidenhen gik rejsen videre til Frankrig, hvor de navnlig gjorde et længere ophold i Poitiers.
Efter sin hjemkomst tjente han fra 1635-38 som hofjunker, blev 1639 kornet og 1640 løjtnant ved ved det hallandske kompagni. Under Torstensson-krigen var han en tid som kommandant i Laholm indtil den fåtallige besætning overgav sig mod at få fri afmarch. Herefter tjente han med et af ham selv hvervet kompagni. 1647 blev han ritmester ved et af adelens kompagnier på Sjælland. I 1649 fik han Helsingborg Slot i forlening, men ombyttede dette året efter med Lyse Kloster i Norge, som han beholdt til sin død. Kort før sin død var han blevet beskikket til landkommissær i Skåne.
Bjørn Ulfeldt døde af småkopper.
Bjørn Ulfeldt var en ganske rig godsejer. Fra sin familie havde han gårdene Råbelöv slot, Møllerød, Arridslev og Ovesholm. Gennem sit første ægteskab med Margrethe Ottesdatter Brahe var han desuden arving til gårdene Terløsegård, Næsbyholm og det halve af Bratskov. Da hun døde 1648, ægtede han 1. juli 1655 den kun 15-årige Margrethe Iversdatter Krabbe. Hun blev sidenhen gift med Erik Rosenkrantz til Rosenholm.